# Nehale Mpingana
Nehale lya Mpingana (fallecida el 28 de abril de 1908) era  Omukwaniilwa de Ondonga, una sub tribu de los Owambo, en el  África sudoccidental alemana. Su área tribal está situada alrededor de Namutoni en el borde oriental de la Sartén de Etosha en la actual Namibia septentrional. Reinó en la parte oriental de la zona de Ondonga desde 1884 hasta su muerte; Kambonde II kaMpingana era el jefe de la parte occidental.
Bajo el liderazgo de Mpingana los Ondonga lucharon y ganaron dos guerras contra los intrusos en su área. En 1886, los colonos sudafricanos que se encontraban en su viaje a Dorsland fueron derrotados después de que adquirieran supuestamente de manera fraudulenta tierras entre Otavi y Grootfontein, y las declararon  República de Upingtonia. Los hombres de Mpingana dispararon a William Worthington Jordan, el líder de la caminata. El grupo se dispersó después del ataque, con algunos colonos avanzaron hacia Angola, y otros volvieron al  Transvaal.
El 28 de enero de 1904, 500 hombres bajo Mpingana atacaron a la Schutztruppe de la  Alemania Imperial en el Fuerte Namutoni en la Batalla de Namutoni. Los 7 defensores del fuerte huyeron al amparo de la noche. Mpingana y sus hombres confiscaron caballos y ganado y destruyeron el puesto de avanzada. Después de su muerte en 1908 fue sucedido por Kambonde III kaNgula.

## Reconocimientos
- Nehale Mpingana es uno de los nueve héroes nacionales de Namibia que fueron identificados en la inauguración del  Acre de los Héroes del país cerca de Windhoek. El presidente fundador, Sam Nujoma, señaló en su discurso de investidura del 26 de agosto de 2002 que:

El Jefe Nehale Lya Mpingana [luchó] muchas batallas contra los senderistas afrikaners y las fuerzas coloniales alemanas en la resistencia de nuestro pueblo contra el colonialismo y los invasores extranjeros. [...] A su espíritu revolucionario y a su memoria visionaria ofrecemos humildemente nuestro honor y respeto.

- Nehale es honrada en forma de una lápida de granito con su nombre grabado y su retrato pegado en la losa.[5]
- El Jefe Mpingana tiene numerosos nombres en Namibia, por ejemplo, la Escuela Secundaria Superior de Nehale en la región de Oshikoto.
- El Jefe Nehale Mpingana Puerta de Etosha. La circunscripción electoral de Nehale lyaMpingana, en la región de Oshikoto, fue creada y nombrada en su honor en agosto de 2013.[6]